# رودریگو باسکس شرودر
رودریگو رافائل باسْکِس شرودر (اسپانیایی: Rodrigo Rafael Vásquez Schroeder‎؛ زادهٔ ۶ دسامبر ۱۹۶۹) استادبزرگ شطرنج شیلیایی و قهرمان شیلی در ۱۹۸۹، ۱۹۹۲ و ۲۰۰۴ است. در اوت ۲۰۱۴ ریتینگ او در فیده ۲۵۳۳ ثبت و در بین شطرنج‌بازان فعال شیلی، شطرنج‌باز شماره ۲ محسوب می‌شد.
او به نمایندگی از شیلی در المپیادهای شطرنج ۱۹۹۰, ۱۹۹۸, ۲۰۰۴, ۲۰۱۰ و ۲۰۱۲ میلادی حضور داشته‌است.
شرودر در مسابقات قهرمانی شطرنج جهان در سال ۲۰۰۴ میلادی بازی کرد و در دور اول توسط فرانسیسکو بایه‌خو پونز حذف شد.